# کرچ (قائنات)
کرچ روستایی در دهستان پسکوه بخش سده شهرستان قائنات استان خراسان جنوبی ایران است. بر پایه سرشماری عمومی نفوس و مسکن در سال ۱۳۹۰ جمعیت این روستا ۲۳۱ نفر (در ۷۸ خانوار) بوده‌است.